# Ral·li de Turquia

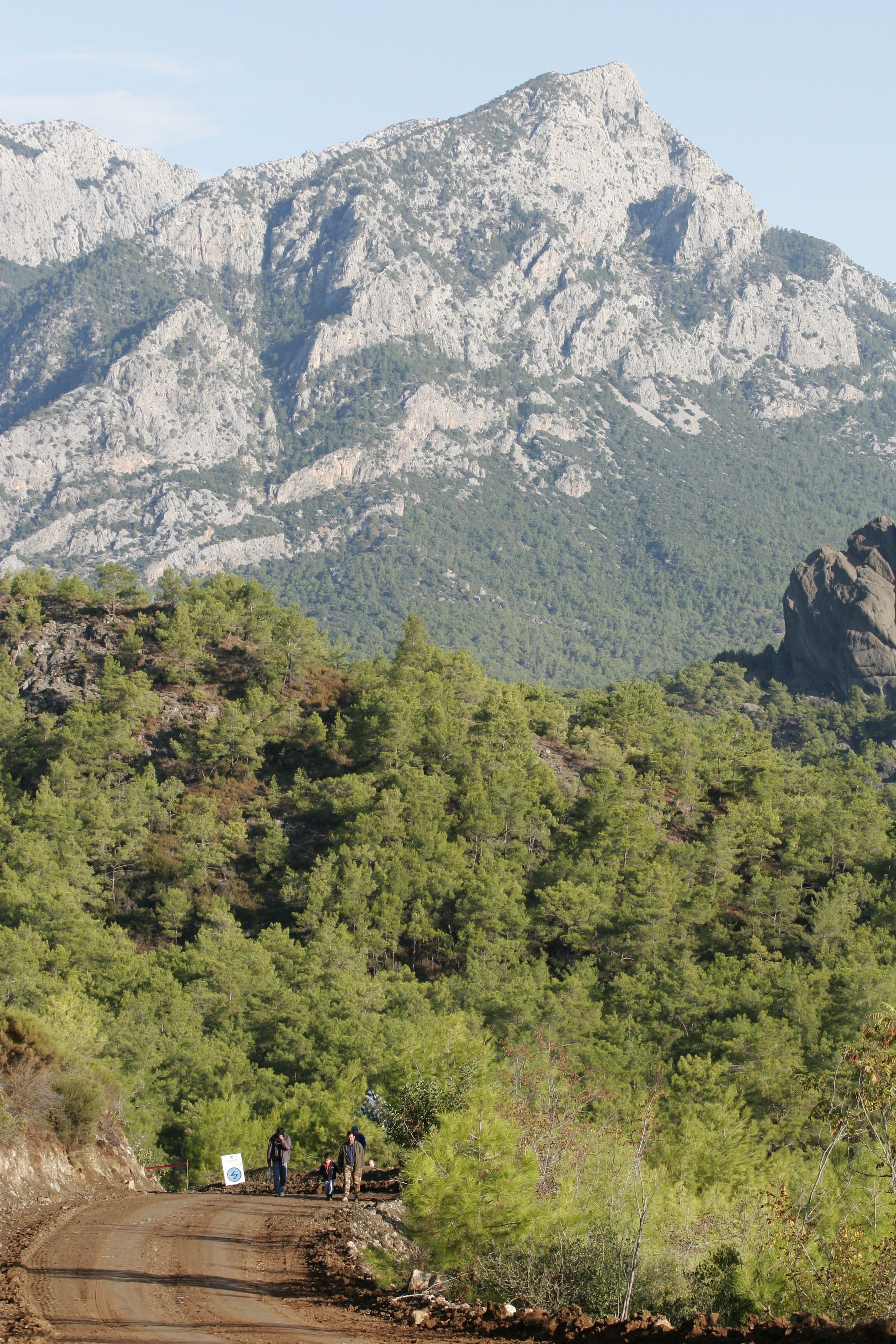
Vista d'un tram del ral·li durant l'edició del 2006

El Ral·li de Turquia (en anglès, Rally of Turkey) fou una prova del Campionat Mundial de Ral·lis de la Federació Internacional d'Automobilisme.

## Història
El primer ral·li internacional a Turquia va tenir lloc el 1972, començant i acabant a Istanbul. El 1999 es va concebre la idea de crear una edició de ral·lis que fos part del Campionat Mundial i l'any següent, el 2000, va néixer el Ral·li d'Anatòlia, amb base a Izmir. Després de ser observat per la Federació Internacional d'Automobilisme, el ral·li va passar a la reserva dels candidats a ral·lis del Campionat Mundial. El 2001 es va triar Antalya i Kemer, una regió de vacances al sud-oest de Turquia, com a sortida i arribada pel Ral·li d'Anatòlia, adoptant el format del Campionat Mundial. El 2002 hi van prendre part els primers pilots estrangers: Sébastien Loeb amb un Citroën Saxo i Juuso Pykalysto amb un Peugeot 206 WRC.
El Ral·li de Turquia va debutar en el Campionat Mundial de Ral·lis el 2003, amb victòria de Carlos Sainz. Els dos primers anys es van dedicar al Campionat Mundial de Ral·lis Júnior (JWRC) per tal de guanyar experiència. Al Ral·li de Turquia del 2005 hi van participar 76 equips, dels quals només 53 van acabar la distància total de 1.228 km, amb victòria de Sébastien Loeb igual que l'any anterior. L'edició del 2006 es va córrer entre el 13 i el 15 d'octubre als voltants de Kemer (on hi havia la base i els serveis de la prova), Kumluca i Antalya, en una zona muntanyosa on sovint hi ha neu.

## Guanyadors
A 31 de desembre de 2010
| Any  | Edició                       | Pilot           | Copilot            | Cotxe                    | Camp.       |
| ---- | ---------------------------- | --------------- | ------------------ | ------------------------ | ----------- |
| 2000 | 1st Anatolian Rally          | Volkan Isik     | Ysuf Avimelek      | Subaru Impreza S5 WRC'99 |             |
| 2001 | 2nd Anatolian Rally          | Serkan Yazici   | Erkan Bodur        | Toyota Corolla WRC       |             |
| 2002 | 3rd Anatolian Rally          | Ercan Kazaz     | Cem Bakancocuklari | Subaru Impreza WRX       |             |
| 2003 | 1st Rally of Turkey          | Carlos Sainz    | Luis Moya          | Citroën Xsara WRC        | WRC         |
| 2004 | 2nd Rally of Turkey          | Sébastien Loeb  | Daniel Elena       | Citroën Xsara WRC        | WRC         |
| 2005 | 3rd Rally of Turkey          | Sébastien Loeb  | Daniel Elena       | Citroën Xsara WRC        | WRC         |
| 2006 | 4th Rally of Turkey          | Marcus Grönholm | Timo Rautiainen    | Ford Focus WRC           | WRC         |
| 2007 | No disputat                  | No disputat     | No disputat        | No disputat              | No disputat |
| 2008 | 5th Rally of Turkey          | Mikko Hirvonen  | Jarmo Lehtinen     | Ford Focus WRC           | WRC         |
| 2009 | No disputat                  | No disputat     | No disputat        | No disputat              | No disputat |
| 2010 | 6th Rally of Turkey          | Sébastien Loeb  | Daniel Elena       | Citroën C4 WRC           | WRC         |
| 2020 | 13. Marmaris Rally of Turkey | Elfyn Evans     | Scott Martin       | Toyota Yaris WRC         | WRC         |